# Rogów
Rogów este o arie protejată (sit de importanță comunitară — SCI) din Polonia întinsă pe o suprafață de 12 ha, integral pe uscat.

## Localizare
Centrul sitului Rogów este situat la coordonatele 50°47′53″N 23°31′22″E / 50.7981°N 23.5228°E.

## Înființare
Situl Rogów a fost declarat sit de importanță comunitară în octombrie 2009 pentru a proteja 1 specie de plante.

## Biodiversitate
Situată în ecoregiunea continentală, aria protejată conține 2 habitate naturale: Pajiști uscate seminaturale și facies de acoperire cu tufișuri pe substraturi calcaroase (Festuco-Brometalia) (* situri importante pentru orhidee), Păduri de stejar și carpen Galio-Carpinetum.
La baza desemnării sitului se află o specie protejată de  plante: Carlina onopordifolia.